# Solofra
Solofra är en kommun i provinsen Avellino, i regionen Kampanien.  Kommunen hade 12 470 invånare (2017) och gränsar till kommunerna Aiello del Sabato, Calvanico, Contrada, Montoro samt Serino.
Solofra har en stor läderindustri.